# جان اچ. هندریکسون
جان اچ. هندریکسون (انگلیسی: John H. Hendrickson; ۲۰ اکتبر ۱۸۷۲ – ۲۴ فوریهٔ ۱۹۲۵) تیرانداز اهل ایالات متحده آمریکا بود.
وی در مسابقات کشوری و بین‌المللی در مجموع برندهٔ ۱ مدال طلا شده‌است.